# Apsilochorema moselyellum
Apsilochorema moselyellum is een schietmot uit de
familie Hydrobiosidae. De soort komt voor in het Oriëntaals gebied.